# Halle-Booienhoven

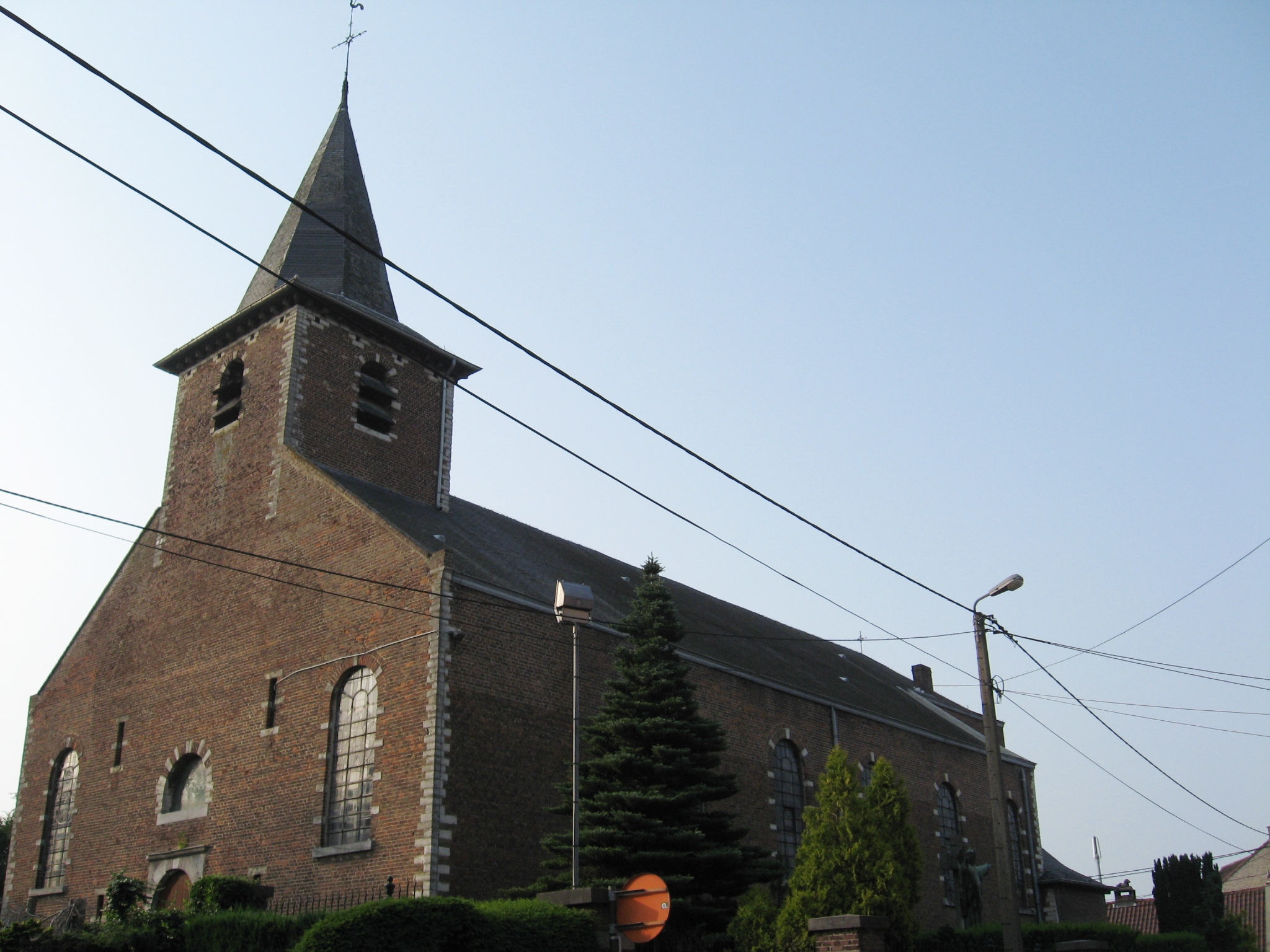
Sint-Bartholomeuskerk

Halle-Booienhoven is een plaats in de Belgische provincie Vlaams-Brabant en een deelgemeente van de stad Zoutleeuw. De deelgemeente bestaat uit Halle in het zuiden en Booienhoven in het noorden. Halle-Booienhoven was een zelfstandige gemeente tot aan de gemeentelijke herindeling van 1977.

## Toponymie
- Halle - Oude vormen: circa 1050 Hala, 1107 Halle, 1139 Hallo. Het komt uit het Germaanse woord halha, dit is "bocht in het hoogland". Van Velm naar Halle-Booienhoven liggen een reeks heuveltoppen op een rij. Tussen de toppen met een hoogte van 83,75 en 80 meter ligt een uitloper, waarnaar Halle werd genoemd.
- Booienhoven - Oude vormen: 1235 boedenhoeven, 1350 boedenhouen (lees: -hoven), 1357 in bodenhouen (lees: -hoven), enz. En met uitstoting van d in 1645 Boijenhouen. Booienhoven behoort, zoals Goetsenhoven en Gussenhoven, tot een jongere laag nederzettingsnamen, ontstaan tussen 600 en 700 na Christus. Het type bestaat uit een persoonsnaam in de Romaanse genitief enkelvoud + curtem, met de betekenis "hof, boerderij" van de genoemde persoon. In navolging hiervan ontstond het type: persoonsnaam in de Germaanse genitief enkelvoud + hofum, enkelvoud van hofa, wat "boerderij" betekent. Booienhoven kunnen we dus reconstrueren als Germaans Budon hofum, met de betekenis "boerderij van Budo".[1]

## Geschiedenis
Op de Ferrariskaart uit de jaren 1770 staan de plaats aangeduid als de dorpen Halle en Boyenhove. Op het eind van het ancien régime werden Halle en Booienhoven beide een gemeente. In 1822 werden de twee gemeenten verenigd in de gemeente Halle-Booienhoven. In 1971 werd Dormaal bij Halle-Booienhoven gevoegd en in 1977 volgde de fusie met Zoutleeuw.

## Demografische ontwikkeling
- Bronnen:NIS, Opm:1831 tot en met 1970=volkstellingen; 1976 = inwoneraantal op 31 december
- 1970 en 1976:Inclusief Dormaal aangehecht op 1 januari 1971

Deelgemeenten: Budingen · Dormaal · Halle-Booienhoven · Helen-Bos · Zoutleeuw

Overige dorpen en gehuchten: Booienhoven · Bos · Halle · Ossenweg

Belgische gemeenten · Arrondissement Leuven · Vlaams-Brabant · Vlaanderen